# Ratpoison
Ratpoison, un logiciel libre, est un gestionnaire de fenêtres par pavage minimal, écrit en C. Le but premier est de ne plus utiliser la souris au profit du clavier, d'où le nom, littéralement mort-aux-rats. L'usage de certains logiciels comme emacs est particulièrement adapté, tandis que ceux qui produisent beaucoup de fenêtres (Gimp) sont déconseillés.
Son successeur est Stumpwm, écrit en Common Lisp également par Shawn Betts.